# Arcturus caribbaeus
Arcturus caribbaeus är en kräftdjursart som beskrevs av Richardson 1901. Arcturus caribbaeus ingår i släktet Arcturus och familjen Arcturidae. Inga underarter finns listade i Catalogue of Life.